# Tonne d'équivalent pétrole
Pour les articles homonymes, voir tep.
La tonne d’équivalent pétrole (symbole tep) est une unité d'énergie. Elle est notamment utilisée dans l'industrie et l'économie. Elle vaut, selon les conventions, 41,868 GJ parfois arrondi à 42 GJ, ce qui correspond au pouvoir calorifique d’une tonne de pétrole « moyenne ». Cette unité a remplacé, de fait, la tonne équivalent charbon. Elle ne fait pas partie du Système international d'unités où l'énergie s'exprime en joules.

## Conversions entre unités de classe
Les équivalences en tonne d'équivalent pétrole des différentes énergies (charbon, pétrole, gaz, bois, etc.) sont données ci-dessous.
Selon l'Agence internationale de l'énergie, 1 tep équivaut à :
- 41,868 GJ, soit environ 10 Gcal ;
- 39,68 MBtu ;
- 11 630 kWh ;
- 1,43 tonne équivalent charbon.

Par ailleurs, selon le Conseil mondial de l'énergie :
- 1 tonne d'uranium (réacteur à eau légère en cycle ouvert) = 10 000 à 16 000 tep ;
- 1 tonne de dihydrogène = 2,86 tep[5] ;
- 1 tonne de tourbe = 0,227 5 tep ;
- 1 tonne de bois = 0,321 5 tep ;
- 1 tonne de pétrole brut correspond à peu près à 7,3 barils (1 161 L soit 10,0 kWh/L) ;
- 1 000 m3 de gaz naturel ont un pouvoir calorifique net de 36 GJ soit environ 0,86 tep.

Ces coefficients de conversion sont approximatifs et peuvent varier selon le lieu et l'époque.

## Équivalences des principales formes d’énergie
Différentes matières (gaz, essence, mazout, bois, charbon, etc.) sont utilisées comme producteurs énergétiques. Elles ont toutes des pouvoirs calorifiques inférieurs (PCI) spécifiques. C'est-à-dire qu'une tonne de charbon ne produit pas la même quantité d'énergie qu'une tonne de pétrole, une tonne de mazout, etc. Ainsi, une tep équivaut à environ 1,5 tonne de charbon de haute qualité, à 1 100 normo-mètres cubes de gaz naturel, ou encore 2,2 tonnes de bois bien sec.
Voici quelques facteurs de conversions utilisés notamment par l'Agence internationale de l'énergie[réf. souhaitée] :
| Énergie                                                        | Unité physique | tep   |
| -------------------------------------------------------------- | -------------- | ----- |
| Houille                                                        | 1 tonne        | 0,619 |
| Coke de houille                                                | 1 tonne        | 0,667 |
| Agglomérés et briquettes de lignite                            | 1 tonne        | 0,762 |
| Lignite et produit de récupération                             | 1 tonne        | 0,405 |
| Pétrole brut, gazole/fioul, produits à usages non énergétiques | 1 tonne        | 1,000 |
| GPL                                                            | 1 tonne        | 1,095 |
| Essence                                                        | 1 tonne        | 1,048 |
| Fioul lourd                                                    | 1 tonne        | 0,952 |
| Coke de pétrole                                                | 1 tonne        | 0,762 |
| Bois                                                           | 1 stère        | 0,147 |

## Multiples
- La kilotonne équivalent pétrole, de symbole ktep, vaut 1 000 tep.
- La mégatonne équivalent pétrole, de symbole Mtep, vaut 1 000 000 tep.